# Cypripedium fasciolatum
Cypripedium fasciolatum — вид травянистых растений подсекции Cypripedium, секции Cypripedium, рода Cypripedium, семейства Орхидные. Конкурирующий по красоте только с североамериканским Cypripedium kentuckiense, Cyp. fasciolatum – это один из наиболее впечатляющих видов не только среди циприпедиумов, но и орхидей-башмачков в целом.
Китайское название: 大叶杓兰 (da ye shao lan).
Североамериканский вид Cypripedium fasciculatum хотя и имеет сходное название, не является родственным видом (он принадлежит к секции Enatiopedilum).
Относится к числу охраняемых видов (II приложение CITES).

## История описания
В 1894 году Адриен Франше, основываясь на коллекции растений, собранных исследователем Полем Фаржем (фр. Paul Guillaume Farges, 1844—1912), в одной из публикаций заявил, что Cyp. fasciolatum принадлежит к группе Cyp. calceolus, но должен иметь розовую губу и являться родственным Cyp. macranthos.
Cyp. franchetii, близкий родственник Cyp. macranthos, был обнаружен Полем Фаржем в том же регионе и некоторые образцы, представленные в ряде гербариев Европы, были смешаны с типовыми образцами Cyp. fasciolatum. Образовалась путаница в результате которой немецкий ботаник Фридрих Шлехтер предложил считать Cyp. franchetii и некоторые формы Cyp. tibeticum видом Cyp. fasciolatum, французский ботаник Эжен Фине счёл Cyp. fasciolatum одной из разновидностей Cyp. macranthos. И только в 1980-х годах, когда появился серьёзный интерес к циприпедиумам, ботаники перепроверили типовые образцы Cyp. fasciolatum и вид стал общепризнанным.

## Распространение и экология
Китай (окрестности Чунцин, западный Хубэй, юго-западный Сычуань).
На высотах от 1600 до 2900 метров над уровнем моря.
Тенистые горные леса, кустарники и бамбуковые заросли на склонах гор. Вероятно более тенелюбив, чем большинство других циприпедиумов, за исключением Cyp. debile и Cyp. japonicum, которые также предпочитают затенённые стации.
Часто растёт совместно с Calanthe tricarinata, Cephalanthera falcata и Pleione limprichtii (плейоне предпочитает более освещённые участки).
Поскольку Cyp. fasciolatum на встречается на больших высотах, он вероятнее всего не выдерживает долгой и холодной зимы.

## Ботаническое описание
Травянистые многолетники высотой 30—45 см.
Корневище толстое и короткое.
Листья в количестве 3—4. Листовые пластинки эллиптические или широко-эллиптические, 15—20 × 6—12 см, обе поверхности голые, реснитчатые, верхушка заострённая.
Соцветие терминальное, 1-, реже 2-цветковое.
Цветки ароматные, крупные, до 12 см в диаметре, бледно-лимонно-желтого цвета, с насыщенными темно-красными полосками на внутренней стороне губы и пурпурными или бордовыми полосками на чашелистиках и лепестках. Парус яйцевидно-эллиптический или яйцевидный, 5—6 × 2,8—3,5 см. Лепестки линейно-ланцетные или широко-линейные, 5,5—8 × 0,8—1,5 см
Губа почти шаровидная, снаружи голая, внутри опушённая, 5-7 см в диаметре. Края отверстия слегка зубчатые. В некоторых популяциях губа жёлтая, в других желтовато-белая с лёгким оттенком розового и немного желтоватого у основания.
Стаминодий яйцевидно-эллиптический, 1,5—2 × ок. 1 см.
Цветение: апрель-июнь.

## В культуре
Относительно простой и широко распространённый в культуре вид.
Зоны морозостойкости: 5—8. В условиях Москвы и Тверской области (Андреапольский район) хорошо разрастается и почти ежегодно цветёт.
Почвенная смесь слабощелочная с преобладанием неорганических материалов, постоянно влажная, хорошо дренированная. С уровнем pH до 6,5.
Свет: полутень. Необходима защита от зимнего вымокания.
Cyp. fasciolatum при скрещивании передаёт крупный размер цветка и яркий окрас. В этом можно убедиться на примерах грексов Cypripedium Ursel, Cypripedium Uta и Cypripedium Victoria. Неприятный запах, который предписывают этому виду, характерен только для «старых» цветов. Свежераспустившиеся цветы источают достаточно приятный запах, похожий на запах роз.

## Грексы созданные с участиемCyp. fasciolatum
По данным The International Orchid Register, на январь 2012 года.
- Beatrix K.D.Schmidt, 2011 (= Cypripedium Wladiwo × Cypripedium fasciolatum)
- Florence P.Corkhill, 2007 (= Cypripedium Gisela × Cypripedium fasciolatum)
- Gabriela W.Frosch, 2003 (= Cypripedium fasciolatum × Cypripedium kentuckiense)
- GPH Barbara R.Burch, 2009 (= Cypripedium Favillianum × Cypripedium fasciolatum)
- Hanne Rosdahl S.Malmgren, 2008 (= Cypripedium flavum × Cypripedium fasciolatum)
- Hideki Okuyama W.Frosch, 2001 (= Cypripedium fasciolatum × Cypripedium ventricosum)
- Inge W.Frosch, 2003 (= Cypripedium parviflorum × Cypripedium fasciolatum)
- Iwahime A.Hiratsuka & T. Oyamada, 2008 (= Cypripedium macranthos var. speciosum × Cypripedium fasciolatum)
- Jimmy W.Frosch, 2006 (= Cypripedium fasciolatum × Cypripedium macranthos var. rebunense)
- Lady Dorine J.Opstaele, 2008 (= Cypripedium fasciolatum × Cypripedium formosanum)
- Monto A.Hiratsuka & T. Oyamada, 2008 (= Cypripedium macranthos var. hotei-atsumorianum × Cypripedium fasciolatum)
- Pluto W.Frosch, 2005 (= Cypripedium fasciolatum × Cypripedium franchetii)
- Sabine W.Frosch, 2002 (= Cypripedium fasciolatum × Cypripedium macranthos)
- Sunny W.Frosch, 2004 (= Cypripedium fasciolatum × Cypripedium calceolus)
- Tilman W.Frosch, 2005 (= Cypripedium tibeticum × Cypripedium fasciolatum)
- Ursel W.Frosch, 2003 (= Cypripedium fasciolatum × Cypripedium henryi)
- Uta W.Frosch, 2004 (= Cypripedium fasciolatum × Cypripedium froschii)
- Victoria P.Corkhill, 2005 (= Cypripedium parviflorum var. pubescens × Cypripedium fasciolatum)
- Wouter Peeters P.H.Peeters, 2006 (= Cypripedium reginae × Cypripedium fasciolatum)